# Archignat
Archignat település Franciaországban, Allier megyében. Lakosainak száma 336 fő (2022. január 1.). Archignat Chambérat, Huriel, Saint-Martinien, Saint-Sauvier, Treignat és Nouhant községekkel határos.

## Népesség
A település népességének változása:
| Lakosok száma | 345  | 271  | 350  | 344  | 356  | 339  | 336  | 337  | 337  | 336  |
|               | 1968 | 1982 | 1999 | 2006 | 2011 | 2015 | 2017 | 2018 | 2020 | 2022 |